# Ptilodexia praeusta
Ptilodexia praeusta là một loài ruồi trong họ Tachinidae.